# 少年向けアニメ
少年向けアニメ（しょうねんむけアニメ）は、主に小学生～高校生が見ることを想定し、製作されたアニメのこと。お色気漫画や美少女ゲームを原作とした作品も多く、男性向けアニメと兼ねている作品も多い。

## テレビアニメとしての特徴

### アニメジャンル
ギャグ漫画（ギャグアニメ）・スポーツ漫画・推理漫画・格闘漫画（バトル漫画・能力バトル漫画）・学園漫画・ラブコメディ（ハーレムアニメ）・ロボットアニメ、萌えアニメなどが少年向けアニメの大部分を占める。
おもに小学生向けの格闘・ロボットアニメなどは勧善懲悪の構図を継承する形で10代前後の主人公が正義の味方となり、悪の陣営の野望を打ち砕くための闘いを描く単純明快な構造を持っており、善悪の概念を明確に示すと共に少年の英雄願望を満足させるようになっている。また、闘いの中での仲間との友情や助け合いといった概念が盛り込まれることも多い。
少年向けのギャグアニメについては『うる星やつら』などの様にお色気描写などを含んだ作品を多く放送していた時期があったが、現在は規制の強化ゆえ、深夜帯への移行が進んでいる。

### メディアミックス
『週刊少年ジャンプ』（集英社）『週刊少年マガジン』（講談社）『週刊少年サンデー』（小学館）などに代表される少年漫画雑誌などを原作とするものが多いが、1990年代から『電撃文庫』（メディアワークス）・『富士見ファンタジア文庫』（富士見書房）・『角川スニーカー文庫』（角川書店）などに代表されるライトノベル作品を原作とするものも増えてきている。さらに、2000年代以降は、『D.C. 〜ダ・カーポ〜』シリーズや『うたわれるもの』、『リトルバスターズ!』などの美少女ゲームを原作とするものも増えており、少年向けのコミカライズや原作ソフトのクロスプラットフォーム化と連動した企画が行われている。

### 放送時間帯
放送時間帯は民放の場合、かつては平日（または週末）の夕方・ゴールデンタイム、週末の午前中などの全日帯（参考：全日帯アニメ）が基本的であったが、1990年代末期以降は少子化やテレビ離れによる視聴者数減少に加え、自主規制強化によって多くの作品が全日帯の放送基準に抵触するようになったことから、全日帯に放送されるアニメは減少していき、少年漫画等の若年層向けが原作でも深夜に放送される深夜アニメや独立放送局の深夜帯で放送されるUHFアニメがほとんどを占めるようになった。

## 少年向けアニメと男児向けアニメの相違点

### アニメ作品の源
一般的に男児向けアニメが児童向け漫画雑誌が原作になる事が多く、玩具や商品の宣伝が目的でタイアップする事が多いが、少年向けアニメは週刊少年漫画雑誌やライトノベル、コンピュータゲームが原作になる事が多い。

### アニメ化の目的
男児向けアニメ同様、かつては玩具や商品の宣伝が目的が大半を占めていたが、2000年代になってからは玩具の販促を目的とするアニメは減少傾向であり、代わって男性向けアニメ同様にDVDなどのビデオソフトや書籍、ゲームソフトの販売を主眼に置いたアニメが増加傾向にある。